# مطار باكولود سلاي الدولي
مطار باكولود سلاي الدولي (بالإنجليزية: Bacolod-Silay International Airport)‏ (إياتا: BCD، إيكاو: RPVB) هو مطار عام يخدم مدينة باكولود سيتي ويشغل المطار هيئة الطيران المدني الفلبينية.